# Traité de Saint-Julien

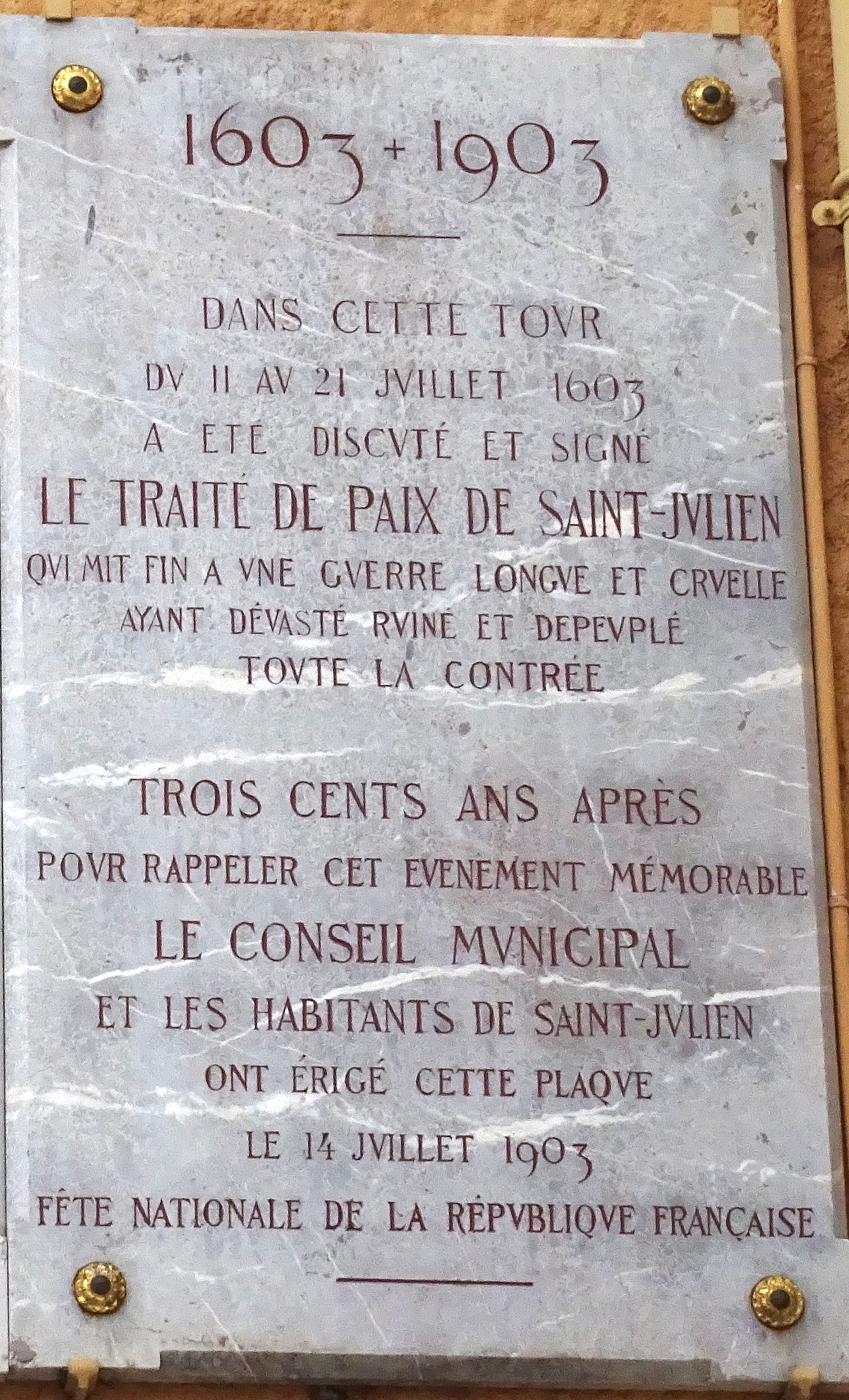

Le traité de Saint-Julien, du nom de la localité savoyarde de Saint-Julien, est signé le 21 juillet 1603 entre le duc Charles-Emmanuel Ier de Savoie et la cité Genève, à la suite de la défaite du premier lors de la bataille de l'Escalade.

## Portée du traité
Le traité garantit aux Genevois la liberté du commerce, la restitution des terres occupées, la reconnaissance du protestantisme, l'interdiction de bâtir des forteresses à moins de 4 lieues de Genève, l'indépendance politique de Genève, le droit de travailler des deux côtés de la frontière et la liberté de circulation dans tous les états de Savoie tant pour les personnes que les marchandises. La ville de Saint-Genix-sur-Guiers est restituée à la Savoie.

## Signataires du traité

### Pour la Savoie
- Charles de Rochette, premier président du Sénat de Savoie
- Claude Pobel, chambellan du duc

### Pour Genève
- Dominique Chabrey
- Michel Roset
- Jacques Lect
- Jean de Normandie

Les négociations sont placées sous la médiation des cantons suisses de Bâle, Schaffhouse, Soleure, Glaris et Appenzell.